# 石川県立金沢桜丘高等学校
石川県立金沢桜丘高等学校（いしかわけんりつ かなざわさくらがおかこうとうがっこう、英: Ishikawa Prefectural Kanazawa Sakuragaoka High School）は、石川県金沢市大樋町にある公立の高等学校。通称は「桜（さくら）」、「桜丘（さくらがおか）」。定員は1学年360名、全校生徒1080名。教員は約70名。

## 設置学科
- 普通科

一年次は共通授業だが二年次から理型（理系）、文型（文系）、人文科学コース、自然科学コースの4コースに分かれる。下に人文科学コースと自然科学コースの大まかな説明を記す。

### 人文科学コース
人文科学コースは桜丘高校文型志望生徒の中で優秀な生徒を集めたものである*金沢大学以上の大学に進学することを目的としたクラスである。2年、3年生のクラス替えは行われない。定員は40名。生徒の選抜は1年生の1学期、2学期の定期テスト・模擬試験を元に11月から12月にかけて行われる。
特色あるカリキュラムとして外国人留学生との交流や課題研究という自主探求型グループ学習や首都圏研修が行われる。

### 自然科学コース
自然科学コースは金沢桜丘理型志望生徒の中で優秀な生徒を集めたものである*金沢大学以上の大学に進学することを目的としたクラスである。2年、3年生のクラス替えは行われない。定員は40名。生徒の選抜は1年生の1学期、2学期の定期テスト・模擬試験を元に11月から12月にかけて行われる。特色あるカリキュラムとして他高校との理科コンテストや課題研究という自主探求型グループ学習や首都圏研修が行われる。普通理系コースでも秀才な子はたくさんいる。

## 概要
金沢市の北部に位置する。旧制金沢第三中学校および金沢第二高等女学校を前身としている高等学校である。
校名は「児安台（こやすだい･所在地の美称）の春を彩る桜の丘にそびえ立つ学び舎」から命名。敷地内には各種の桜の木が680本近く植えられている。
野球部は、1948年（昭和23年）春（第20回）に石川県勢として初めて出場し、2006年（平成18年）春（第78回）では21世紀枠で出場した。この大会では応援団が最優秀賞を獲得。

## 沿革
- 1921年（大正10年）3月 - 河北郡小坂村に石川県立金沢第三中学校として創設。
- 1923年（大正12年）11月 - 金沢市大樋町（現在地）に校舎新築移転。
- 1947年（昭和22年）10月30日 - 金沢市で開催された第2回国民体育大会に野球部が出場。昭和天皇の天覧試合となった[1]。
- 1948年（昭和23年）4月 - 学制改革により石川県立金沢第二高等学校併設中学校となる。
- 1949年（昭和24年）4月 - 石川県立金沢第三高等学校と統合され石川県立金沢桜丘高等学校と改称。
- 1954年（昭和29年）4月 - 三桜同窓会結成。
- 1968年（昭和43年）1月 - 三桜会館竣工。
- 1969年（昭和44年）3月 - 第1体育館竣工。
- 1985年（昭和60年）5月 - 新運動場竣工。
- 1989年（平成元年）
  - 3月 - 三桜会館が県指定有形文化財となる。
  - 10月 - 3S歩行の開始。
- 1991年（平成3年）6月 - 桜友館竣工。
- 1993年（平成5年）3月 - 第2体育館竣工。
- 1994年（平成6年）9月 - 管理教室棟大規模改修完了。
- 1998年（平成10年）9月 - 校舎バリアフリー化工事竣工。
- 2001年（平成13年）3月 - 校内LANシステム設置。
- 2003年（平成15年）4月 - 県のスーパーハイスクール・アクティヴブレインに指定される。
- 2015年（平成27年）4月 - 校舎新築工事完了（現校舎）。

## 学校行事
- 入学式（4月） - 本校第一体育館で行われる。
- 陸上競技大会（5月） - 金沢市営陸上競技場で行われる。
- 球技大会（7月） - 男子生徒はソフトボールかサッカー、女子生徒はバレーボール。
- 修学旅行（6月） - 北海道への修学旅行が行われる。
- 首都圏研修（8月） - 人文科学コースと自然科学コースの生徒のみ対象にして行われる。人文科学コースは日本銀行、警視庁、日本*ユニセフなどを訪問し、自然科学コースは*JAXAなどを訪問する。
- 海外企業研修（8月） - 人文科学コースの2年生徒のみ行う。石川県内にある企業で海外へも事業を展開している会社を訪問しお話を伺うことで就職や国際化を感じる事が目的。
- 桜高祭（おうこうさい）（9月） - 文化祭。一年生はステージ発表、二年生はクラスアトラクション、三年生は模擬店をクラスの出し物として行う。2016年（平成28年）度の桜高祭から写真撮影目的での携帯電話の使用が認められた。また、2017年度桜高祭から一般客の参加が可能となった。
- 3S歩行（10月） -平成に入ってから始まった、3S歩行という石川県羽咋市の千里浜から学校までのフルマラソン並の４３．５キロの距離を徒歩だけで戻るイベントがある。 Spirit（精神力）、Sympathy（思いやり）、Self-control（自己規制・自己管理）の略で、校訓の「質実剛健」から生徒の精神力、忍耐力を養う恒例行事だ。近年は距離が短くなっているが30kmほどの距離を歩く。
- いしかわニュースーパーハイスクール講演会（11月） - 本校が「いしかわニュースーパーハイスクール (NSH) 」に指定されたことを受け開催される講演会。各界の最前線で活躍する方に公演していただくことで将来や就職への希望を持ってもらうことを目的として開催される。過去には秋山仁（数学者）や本校卒業者である澤田貴司（ファミリーマート社長）が講演を行った。
- 球技大会（2月） - 男女共にバスケットボール、卓球、バドミントンから１つ選択。3年生は受験を控えているため実施しない。
- 卒業式 （3月） - 本校第一体育館で行う。

## 部活動
- 運動部 - 野球、サッカー、バスケットボール（男・女）、バレーボール（男・女）、卓球、ソフトテニス（男・女）、テニス（男・女）、陸上競技、柔道、剣道、空手道、弓道、バドミントン（男・女）、水泳、ハンドボール、ラグビー
- 文化部 - ESS、箏曲、吹奏楽、合唱、美術、茶道、華道、文芸、演劇、アクティブサイエンス、新聞、郷土研究、放送

## 校歌
作詞：藤原徳了、作曲：信時潔

## 所在地
〒920-0818 石川県金沢市大樋町16番1号

## アクセス
- 北鉄金沢バス・西日本ジェイアールバス「鳴和」停留所 徒歩約5分
- 北鉄金沢バス（50番・御所ニュータウン行き）「桜丘高校前」停留所
- IRいしかわ鉄道線 東金沢駅 徒歩約15分

## 著名な出身者
- 青木保外志 - クスリのアオキホールディングス創業者
- 野村秀輝 - 株式会社ビューティガレージ代表取締役CEO兼COO
- 大根晃 - 元プロ野球選手（大阪タイガース）
- 角居勝彦 - 日本中央競馬会所属調教師（栗東）
- 宮本利之 - 長野放送アナウンサー
- 南あずさ - フリーアナウンサー
- 松岡理恵 - ラジオパーソナリティ、元エフエム石川アナウンサー
- 松村玲郎 - 北陸放送アナウンサー、キャスター
- 松田亜希 - フリーアナウンサー、元NHK金沢放送局契約キャスター
- 打田康比古 - 俳優
- 西垣匠- 俳優
- 國本桂史 - 名古屋市立大学大学院芸術工学研究科・名古屋市立大学芸術工学部 教授（インダストリアルデザイナー、デザインディレクター）
- 安江良介 - 岩波書店元社長
- 廣瀬幸雄 - 金沢大学教授
- 紅玉いづき - 小説家
- 金原博 - 元石川県議会議員
- 新田義弘 - 東洋大学名誉教授
- 越田剛史 - 元サッカー日本代表DF
- 遠藤浩一 - 評論家・拓殖大学大学院教授・同日本文化研究所所長
- 澤田貴司 - ファミリーマート代表取締役社長
- 東勝彦 - 元プロバスケットボール選手(富山グラウジーズ)
- 波本頼 - サッカー選手（ツエーゲン金沢)
- 任田新治 - 元参議院議員
- 油野和一郎 - かほく市長
- Kan Sano - キーボーディスト、音楽プロデューサー、トラックメイカー
- 金戸俊介 - 元飛込み選手、1960年ローマオリンピック、1964年東京オリンピック日本代表
- 木越治 - 金沢大学名誉教授